# Randolph (Nebraska)
Randolph je grad u američkoj saveznoj državi Nebraska. Prema popisu stanovništva iz 2010. u njemu je živjelo 944 stanovnika.